# Jesús Izaguirre
Jesús Izaguirre Goena (Tolosa, 13 de abril de 1906-8 de junio de 1992) fue un portero de fútbol y pelotari español.
Como guardameta formó parte de la Real Sociedad de Fútbol en la segunda mitad de los años 1920 y comienzos de la década de 1930.

## Biografía
Jesús Izaguirre fue guardameta de la Real Sociedad de Fútbol entre 1925 y 1931. Es considerado el segundo gran portero de la historia de la Real Sociedad, habiendo sustituido en 1925 al frente de la portería donostiarra al primero de ellos, Agustín Eizaguirre.
Con la Real Sociedad, Izaguirre estuvo seis temporadas, jugando un total de 157 partidos. En 1927 el equipo donostiarra consiguió el Campeonato Regional de Guipúzcoa por delante de su gran rival de la época, el Real Unión Club. Volvió a obtener este campeonato con la Real en la temporada 1928-29.
En 1928 la Real Sociedad realizó una gran campaña en la Copa de España donde alcanzó la final. En una épica final sin precedentes el Fútbol Club Barcelona doblegó a los donostiarras en un tercer partido de desempate, tras quedar los dos primeros envites resueltos con tablas. Izaguirre jugó los tres partidos de aquella final. Como la selección española debía acudir a los Juegos Olímpicos de Ámsterdam 1928, el tercer partido de la final se aplazó hasta después de las Olimpiadas, siendo el equipo donostiarra derrotado por 3-1.
Izaguirre formó parte de la expedición española a Ámsterdam, junto con varios de sus compañeros realistas; aunque no llegó a jugar ningún partido en aquella competición.
El 10 de febrero de 1929 tomó parte en el debut de la Real Sociedad en la Primera División de España, que aquel año se estrenó; en un partido que le enfrentó al Athletic Club. Izaguirre fue portero titular de la Real Sociedad en las primeras tres temporadas de Liga que se disputaros (1929, 1929-30 y 1930-31); cosechando el equipo realista un tercer puesto en la temporada 1930-31.
Entonces ficharía por el Deportivo Alavés, conjunto en el que colgó las botas en 1933, tras haber disputado un solo partido de Liga. A partir de entonces Izaguirre se dedicó en exclusiva a la pelota vasca.

## Pelotari
Jesús Izaguirre llevó a cabo una carrera paralela como pelotari profesional en la modalidad de remonte y bajo el sobrenombre de Izaguirre I, ya que tuvo dos hermanos que también fueron destacados remontistas (Izaguirre II y III). Como jugador de remonte, Izaguirre llegó a proclamarse Campeón de Guipúzcoa y de España en 1926 (junto a su hermano Esteban, Izaguirre II). A partir de entonces compitió como profesional del remonte. Su retirada se produjo en 1942, obligado por un pelotazo que recibió en la cabeza en un partido. Se instaló en Logroño donde realizó una corta gestión empresarial y deportiva regentando el frontón de la capital Riojana, ciudad en la que se casó y tuvo tres hijos.

## Internacionalidad
No fue nunca internacional, pero formó parte de la expedición española a los Juegos Olímpicos de Ámsterdam 1928, donde fue portero suplente del titular José María Jáuregui.

## Clubes
| Club                    | País   | Año       |
| ----------------------- | ------ | --------- |
| Real Sociedad de Fútbol | España | 1925-1931 |
| Deportivo Alavés        | España | 1931-1933 |

## Títulos

### Campeonatos regionales
| Título               | Club          | País   | Año  |
| -------------------- | ------------- | ------ | ---- |
| Campeonato Guipúzcoa | Real Sociedad | España | 1927 |
| Campeonato Guipúzcoa | Real Sociedad | España | 1929 |

- Datos: Q8273854